# ألفارو غونسالفيس بيريرا
ألفارو غونسالفيس بيريرا (بالبرتغالية: Álvaro Gonçalves Pereira‏) هو رئيس أساقفة برتغالي، ولد في 1300 في سلامنكا في إسبانيا، وتوفي في 1379 في Amieira do Tejo ‏ في البرتغال.